# Kongō Sanmai-in

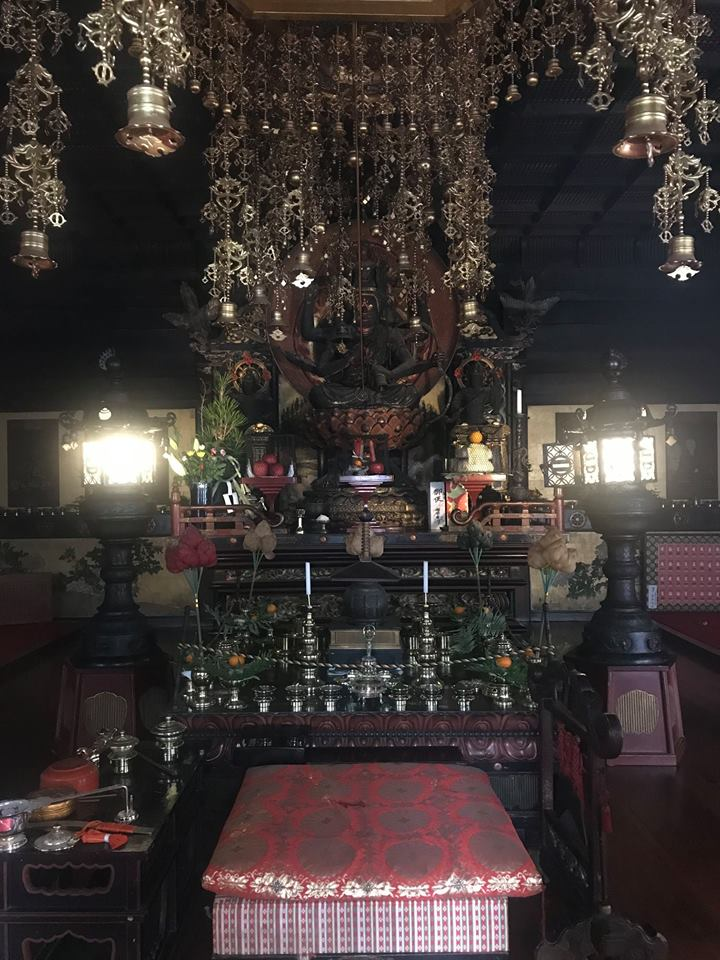
Aizen Myōō

Der Kongō Sanmai-Tempel (Kongo Sanmai-in jap. 金剛三昧院) ist ein Untertempel des heute unter dem Namen Kōya-san bekannten buddhistischen Kongōbu-Tempels (jap. Kongōbu-ji, „Diamant-Gipfel-Tempel“) auf der Halbinsel Kii in Japan.

## Geschichte
Der Tempel wurde im Jahre 1211 auf Anordnung von Hōjō Masako (北条政子) zur Tröstung der Seele ihres verstorbenen Mannes, des Shōgun Minamoto no Yoritomo (源頼朝, 1147–1199), unter dem Namen Zenjō-in (禅定院, wörtlich etwa Zen-Meditationshalle) errichtet. Zur Gründung lud sie den der Familie nahestehenden eminenten Zen-Meister Eisai (栄西) ein. 1219 änderte man anlässlich der Ermordung von Minamoto no Sanetomo (源実朝), dem Sohn von Masako und Yoritomo, den Namen in Kongō Sanmai-in. Fortan diente der Tempel als Bindeglied zwischen dem Kōya-san und den Herrschern des Kamakura-Shōgunats.
1223 ließ Hōjō Masako überdies eine 14,9 m hohe „Schatzpagode“ (tahōtō 多宝塔) erbauen. Da der Tempel etwas abseits liegt, blieb er weitgehend von den Verwüstungen der zahlreichen Brände des Kōya-san verschont. Besagte „Schatzpagode“ ist heute die zweitälteste Pagode ihrer Art in Japan. Sie wurde im Jahre 1900 als Nationalschatz registriert.
1234 setzte man als Abt den Zen-Mönch Taikō Gyōyū (退耕行勇), einen Schüler von Eisai, ein. Im Tempelgelände entstand eine Ausbildungsstätte (kangaku-in), in der man neben dem Shingon-Buddhismus die Zen-Lehren der Rinzai-Schule, der Risshū-Schule, später sogar die der Jōdo-Schule studierte. Insofern hatte der Tempel unter den Shingon-Tempeln des Kōya-san einen eigentümlichen Status inne. Über zwanzig Generationen hinweg gehörten die Äbte dem Zen-Buddhismus an. Die Protektion der Machthaber und ausgedehnte Ländereien mit einem Reiseinkommen von über 100 000 Koku sicherten diese besondere Position. Erst Anfang der Edo-Zeit wurde er in der religiösen Ausrichtung als Untertempel dem Kongōbu-Tempel unterstellt.
Im Zentrum der Verehrung steht als Hauptgottheit der „Mantra-König“ Aizen Myōō (愛染明王, skr. Rāgarāja), der hilft, irdische Liebe und Leidenschaft in spirituelle Bewusstheit zu transformieren. Die Sitzplastik wurde auf Anordnung von Hōjō Masako durch den begnadeten Bildhauer Unkei geschaffen. Auch der Sutrenspeicher (kyōzō 校倉造) stammt aus der Gründungsphase des Tempels. Er wurde 1223 in der für die Kamakura-Zeit charakteristischen Bauweise mit Kreuzbalken (azekurazukuri 校倉造) errichtet und enthält u. a. 486 hölzerne Druckplatten buddhistischer Texte aus dem Mittelalter, die wegen ihrer Rarität als „Kōya-Platten“ (Kōya-ban) bekannt sind.
Eine weiträumige Rhododendron-Pflanzung und eine über 400 Jahre alte, riesige Sicheltanne (Cryptomeria japonica) zählen zu den geschützten Naturdenkmälern (Tennen-kinenbutsu) der Präfektur Wakayama.

Portal (Bergtor, sanmon) mit Blick auf die im Hintergrund liegende Haupthalle
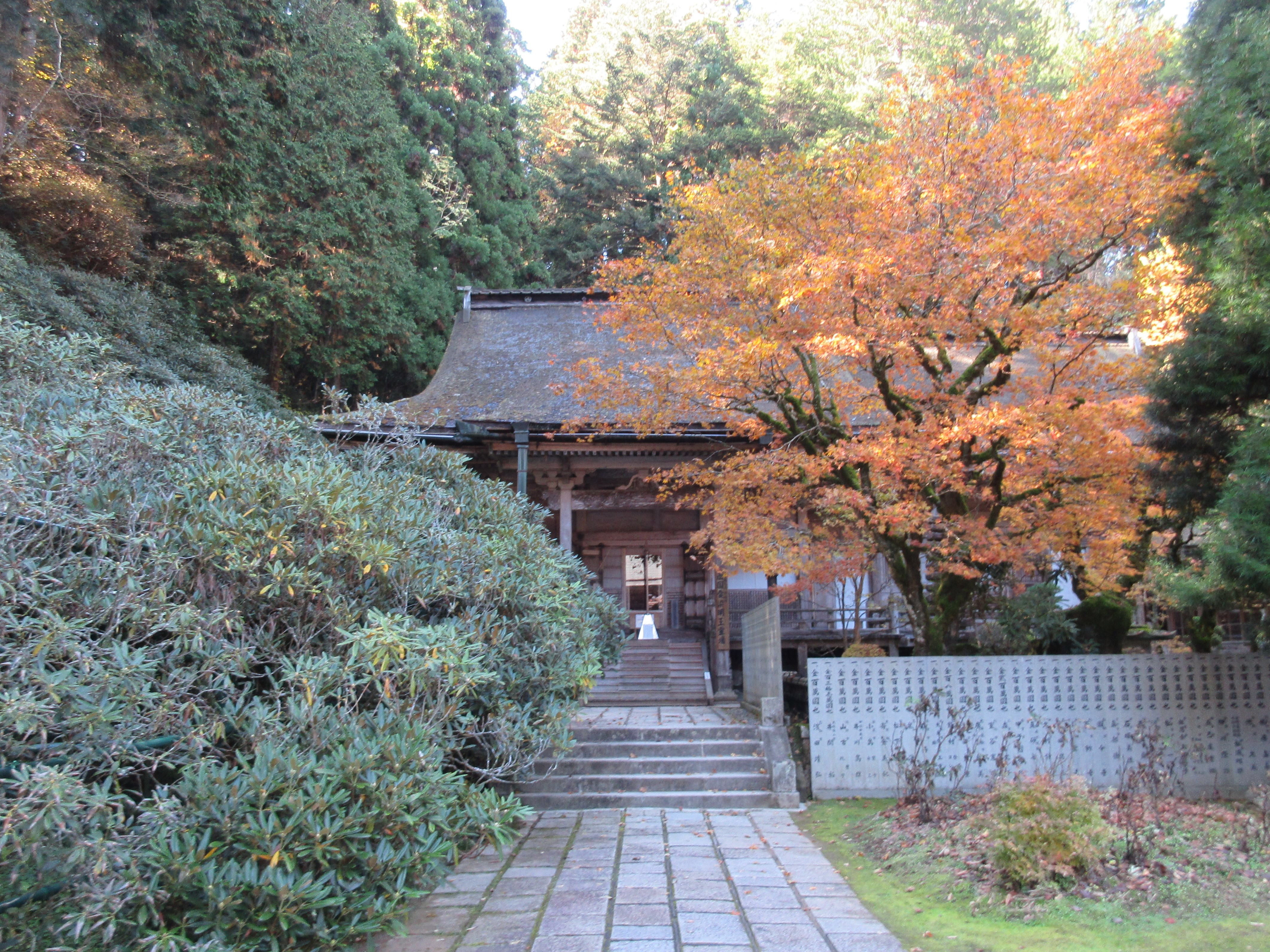
Haupthalle
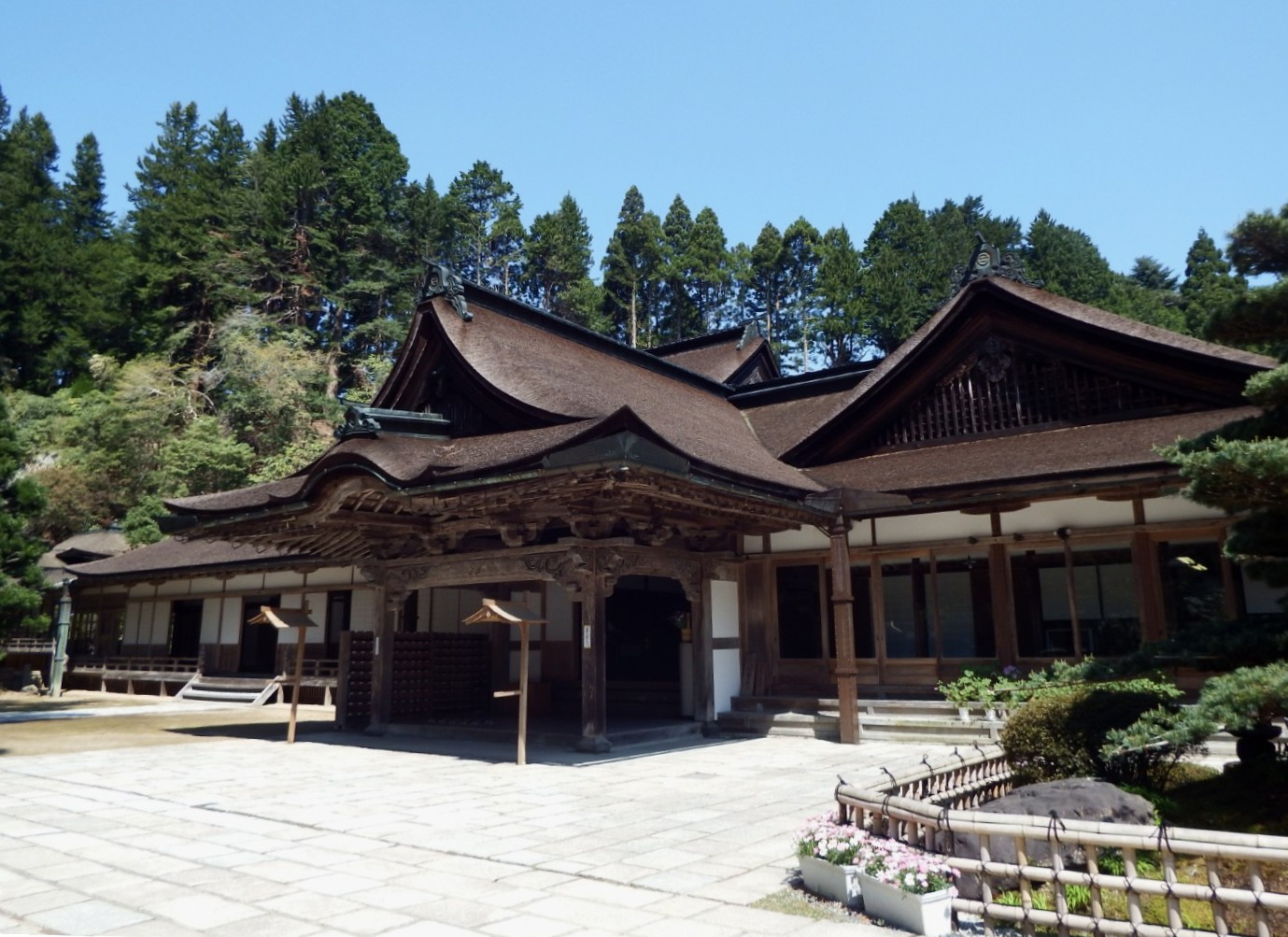
Pilger-Unterkunft und Küche aus der Ido-Zeit
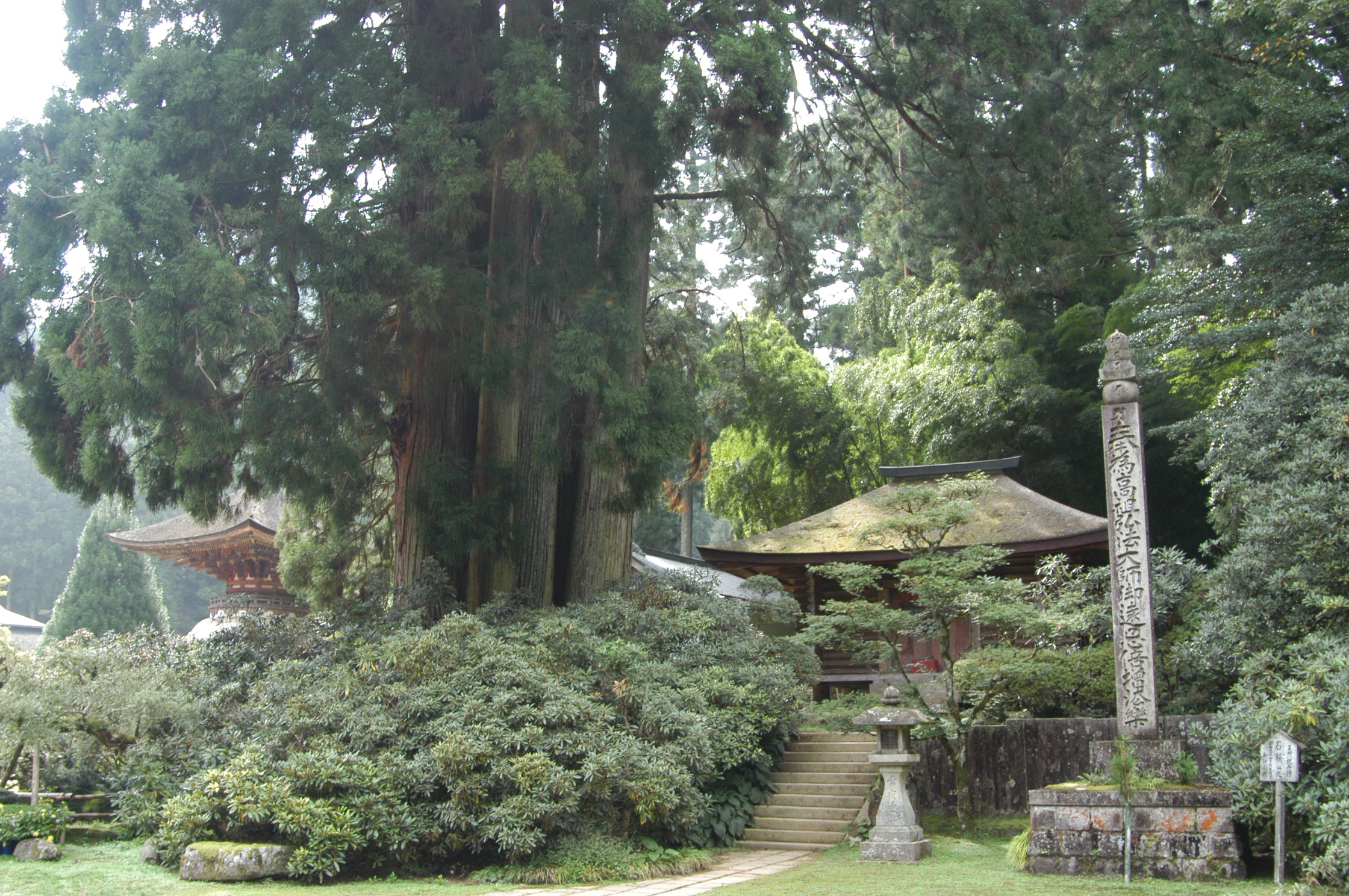
Rhododenron-Gruppe, Sicheltanne und Sutrenspeicher
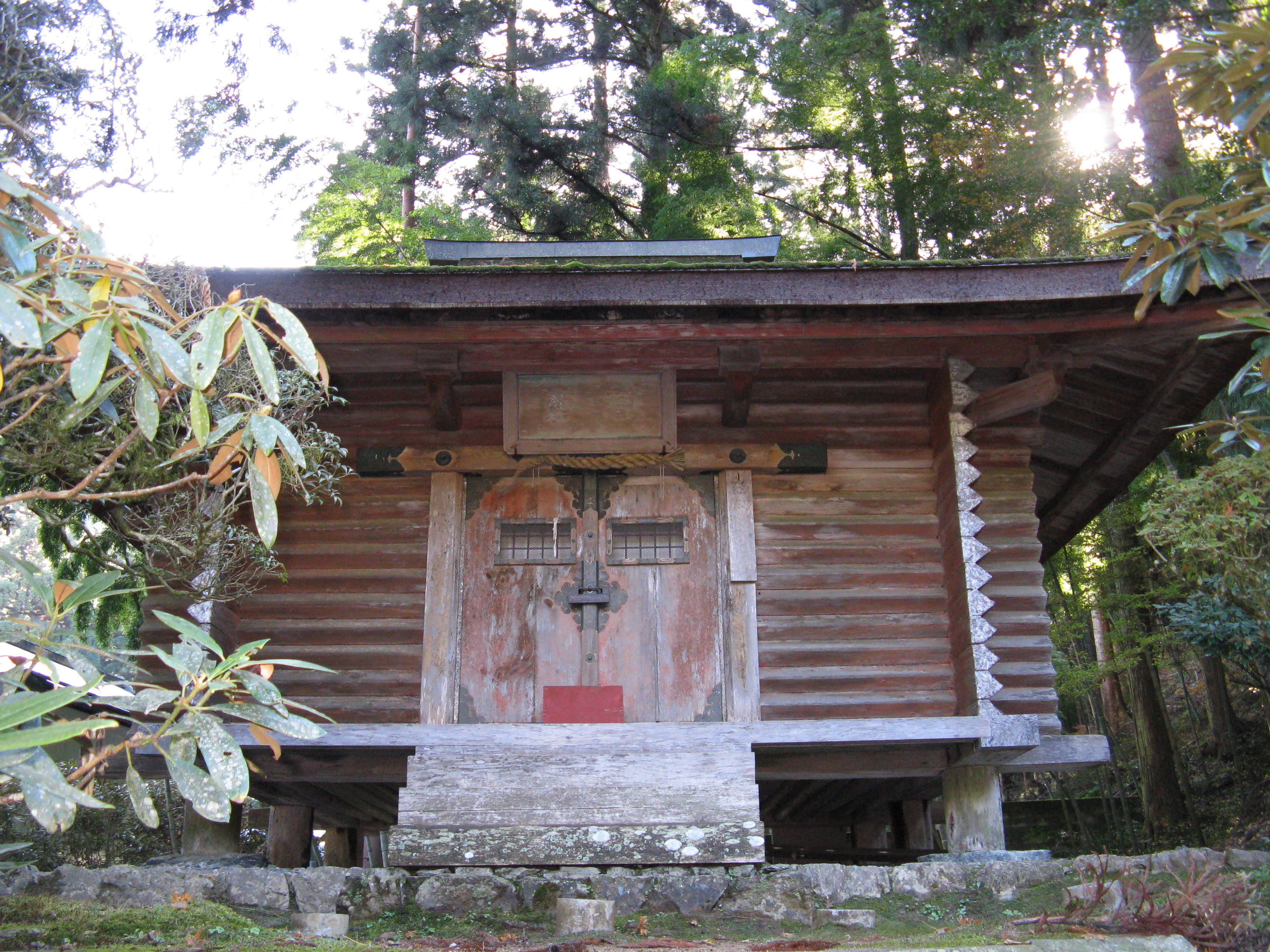
Sutrenspeicher
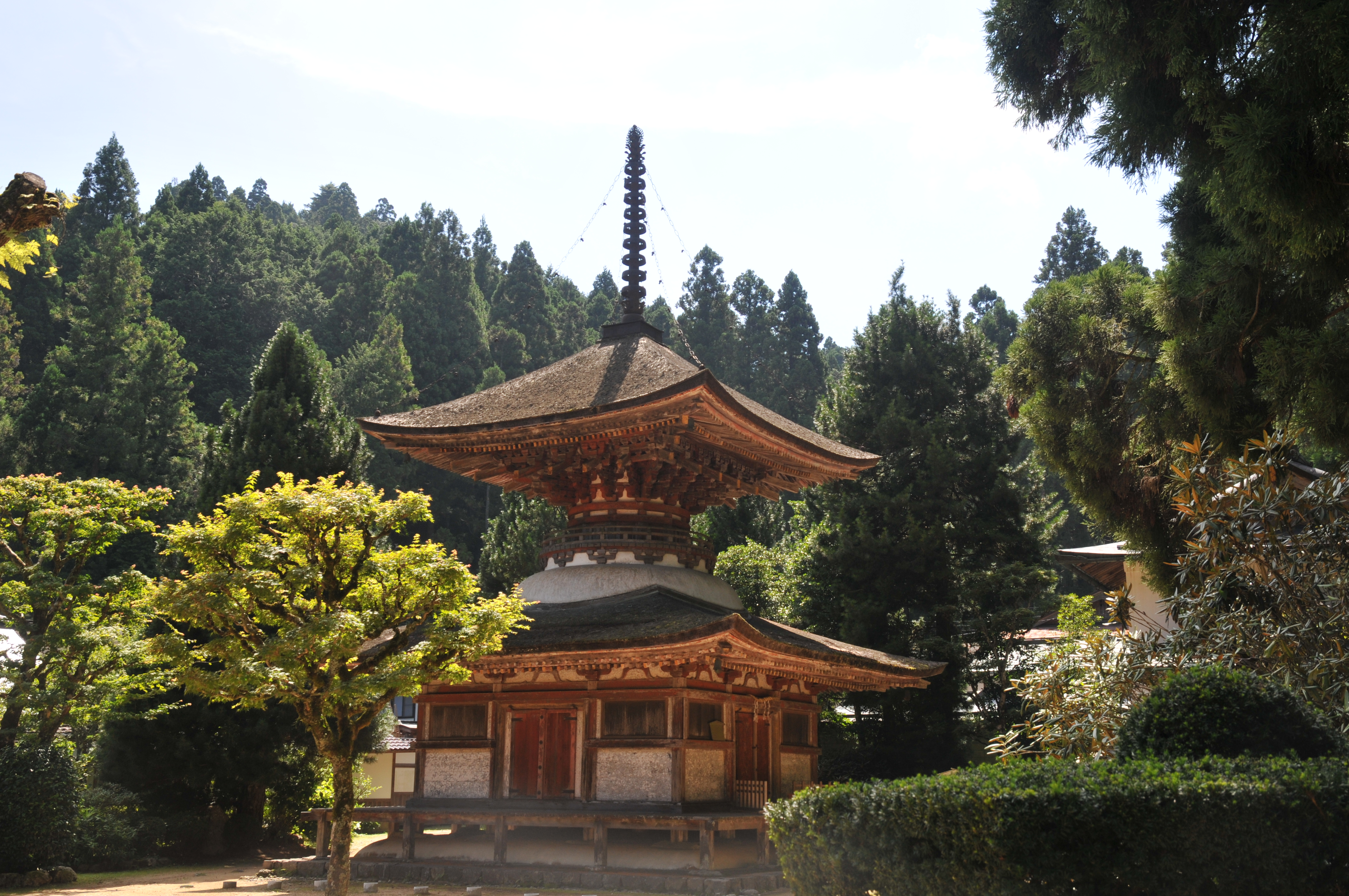
„Schatzpagode“
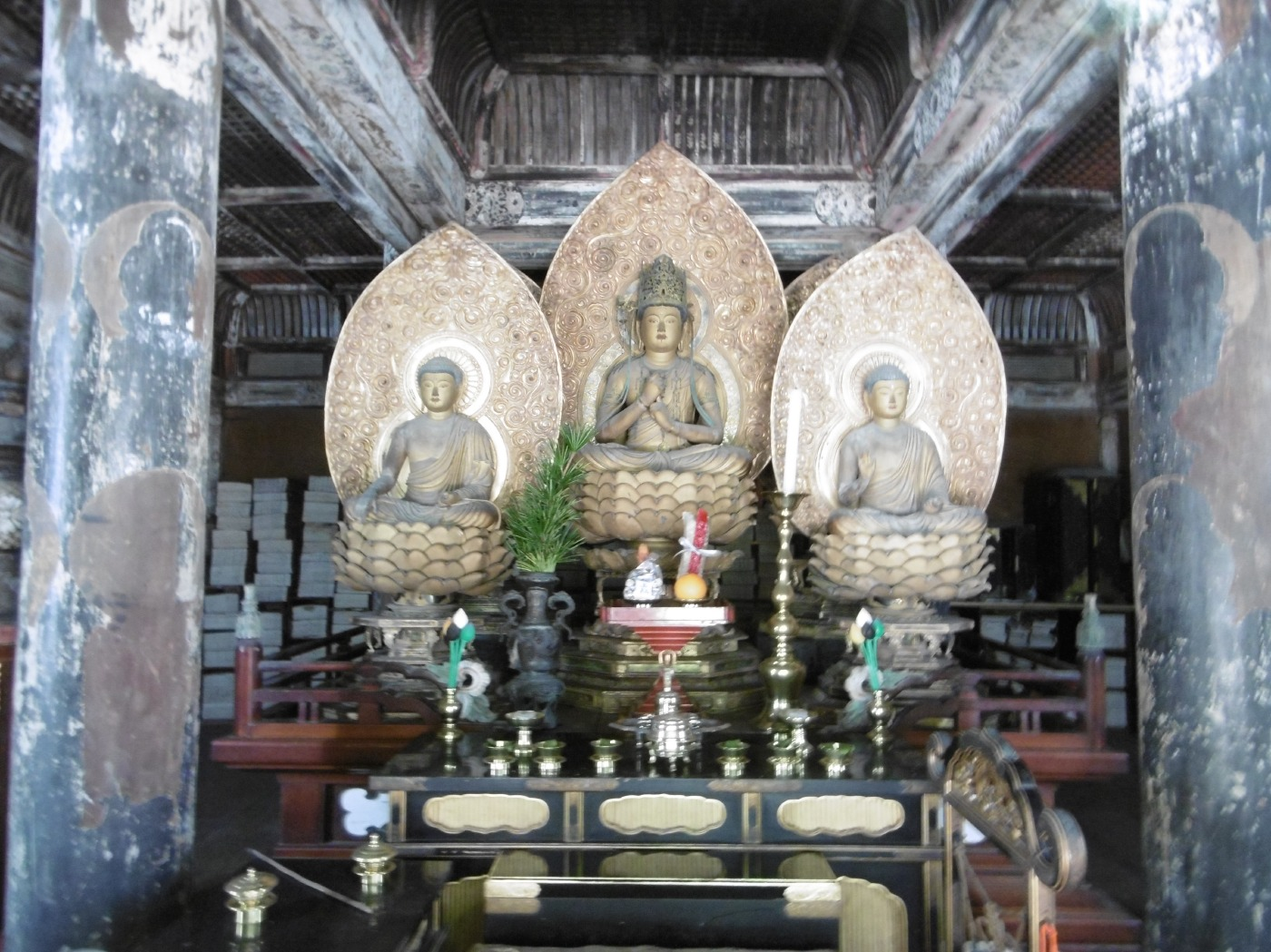
Im Innern der „Schatzpagode“: im Zentrum Vairocana (jap. Dainichi Nyorai)
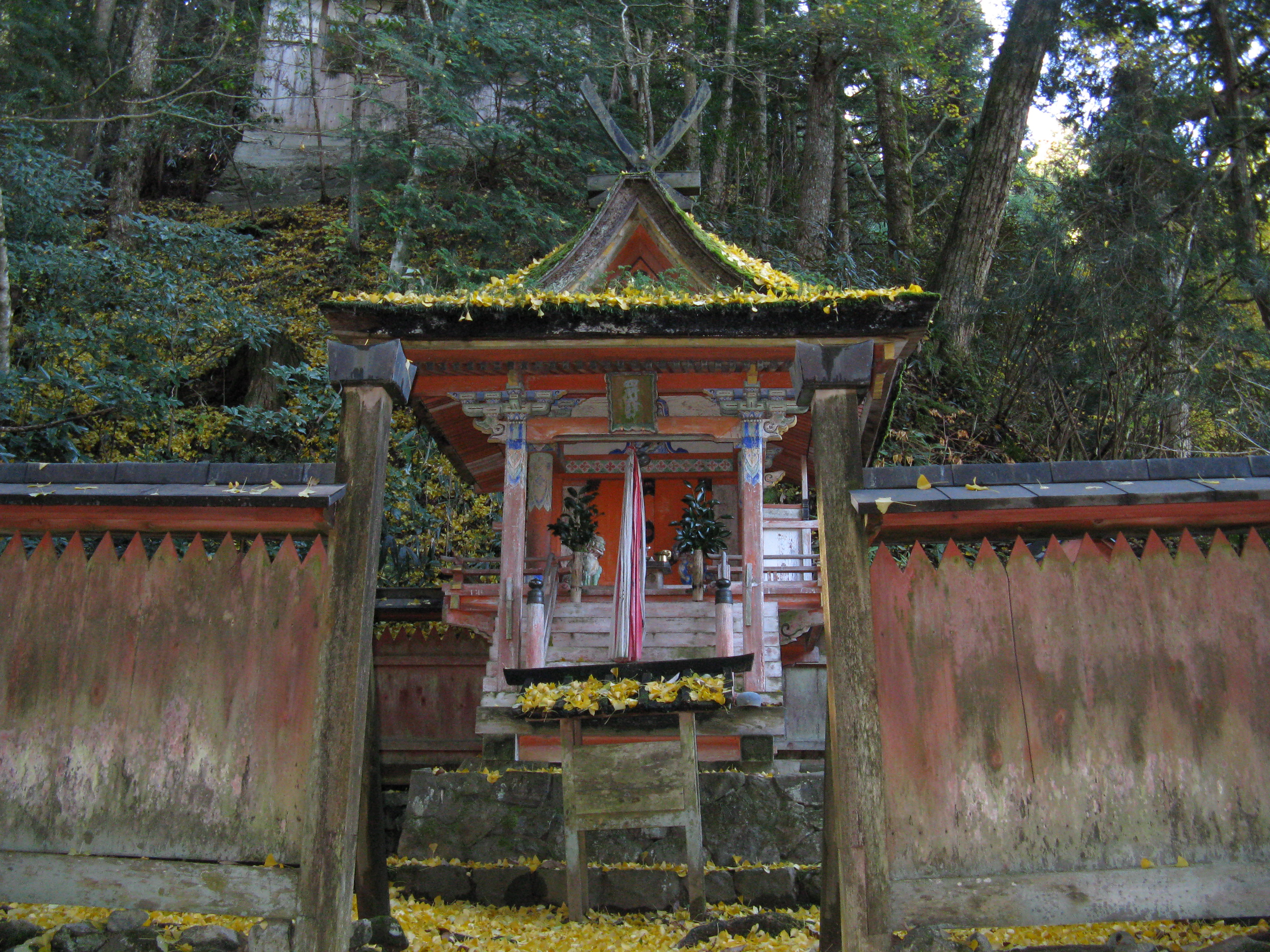
Shisho Myōjin Jinja, ein Shintō-Schrein oberhalb des Sutrenspeichers, errichtet im Jahre 1522